# Rolf Stein
Rolf Alfred Stein (13 juin 1911 - 9 octobre 1999) est un sinologue et tibétologue du XXe siècle. Ses travaux concernent principalement l'étude de l'Épopée du roi Gesar, sur laquelle il écrivit deux livres, et l'usage des sources chinoises dans l'histoire tibétaine. Il fut le premier chercheur à reconnaître dans le Minyag des sources tibétaines le Xixia des sources chinoises.

## Biographie
Stein naquit en 1911 à Schwetz (en Allemagne, aujourd’hui Swiecie en Pologne), dans une famille d'origine juive. Jeune homme, il se passionna pour l'occultisme, ce qui l’amena à s’intéresser au Tibet.
Il obtint une licence de langue chinoise au Seminar für Orientalische Sprachen de l'Université de Berlin en 1933. Il se réfugia en France la même année. À Paris, il obtint une licence de chinois en 1934 et une licence de japonais en 1936 à l'École nationale des langues orientales vivantes. Il étudia le tibétain avec comme professeurs Jacques Bacot et Marcelle Lalou.
Devenu citoyen français le 30 août 1939, Stein passa la Deuxième Guerre mondiale comme traducteur en Indochine, où il fut fait prisonnier par les Japonais. Il soutint son doctorat d'État sur l'épopée de Gesar en 1960.
En 1960, il fonde à l'École pratique des hautes études (Ve section, Sciences Religieuses, avenue du Président-Wilson à Paris) le Centre d'études sur les religions tibétaines qu'il dirige jusqu'en 1975. En 1960, il fait venir Dagpo Rinpotché en France afin que ses étudiants se familiarisent au tibétain parlé et écrit. 
Après avoir été brièvement professeur de chinois à l’école nationale des langues orientales vivantes de 1949 à 1951, il est nommé à l'École pratique des hautes études en 1951. Il fut professeur au Collège de France de 1966 à 1982. Il mourut en 1999 laissant sa fille unique Michèle Stein. 
Parmi ses étudiants les plus notables figurent Anne-Marie Blondeau, Mireille Helffer, Ariane Macdonald-Spanien, Samten Karmay, Michel Peissel, Yamaguchi Zuiho, et Yoshiro Imaeda.

## Œuvres de Rolf Stein
- 1939 « Leao-tsche », T'oung Pao, XXXV: 1-154
- 1939 « Trente-trois fiches de divination tibétaines », Harvard Journal of Asiatic Studies, IV : 297-372
- 1942 « Jardins en miniature d'Extrême-Orient, le Monde en petit », Bulletin de l'École française d'Extrême-Orient (Hanoï, Paris), XLII: 1-104 [publ. 1943]
- 1942 « À propos des sculptures de bœufs en métal », Bulletin de l'École française d'Extrême-Orient (Hanoï, Paris), XLII: 135-138 [publ. 1943]
- 1947 « Le Lin-yi, sa localisation, sa contribution a la formation du Champa et ses liens avec la Chine », Han-hiue, Bulletin de Centre d'études sinologiques de Pékin, II : 1 -335
- 1951 « Mi-nag et Si-hia, géographie historique et légendes ancestrales », Bulletin de l'École française d'Extrême-Orient (Hanoï, Paris), XLIV (1947-1950), Fasc. 1, Mélanges publiés en l'honneur du Cinquantenaire de l'École française d'Extrême-Orient: 223-259
- 1952 « Chronique bibliographique: récentes études tibétaines », Journal Asiatique, CCXL : 79-106
- 1952 « Présentation de l'œuvre posthume de Marcel Granet : 'Le Roi boit' », Année Sociologique, 3e série : 9-105 [publ. 1955]
- 1953 « Chine », Symbolisme cosmique et monuments religieux, Musée Guimet, Catalogue de l'exposition, Paris : 31-40
- 1956 L'épopée tibétaine de Gesar dans sa version lamaïque de Ling, Paris, Annales du musée Guimet, Bibliothèque d'études, LXI
- 1957 « L'habitat, le monde et le corps humain », Journal asiatique, CCXLV : 37-74
- 1957 « Architecture et pensée religieuse en Extrême-Orient. » Arts asiatiques IV : 163-186
- 1957 « Les religions de la Chine », Encyclopédie française. Paris, tome 19 : 54.3-54.10
- 1957 « Le linga des danses masquées lamaïques et la théorie des âmes », Lieberthal Festschrift, Sino-Indian Studies V, 3-4, ed. Kshitis Roy. Santiniketan : 200-234
- 1958 « Les K'iang des marches sino-tibétaines, exemple de continuité de la tradition », Annuaire de l'École pratique des Hautes Études, Ve section, Paris, 1957-58 : 3-15
- 1958 « Peintures tibétaines de la vie de Gesar », Ars Asiatique, V, 4 : 243-271
- 1959 Recherches sur l'épopée et le barde au Tibet. Paris: Bibliothèque de l'Institut des Hautes Études chinoises, XIII.
- 1959 Les tribus anciennes des marches sino-tibétaines. Paris: Bibliothèque de l'Institut des Hautes Études chinoises, XV,
- 1959 « Lamaisme », Le Masque, Catalogue de l'exposition, décembre 1959-septembre 1960, Musée Guimet. Paris: Éditions des Musées nationaux: 42-45.
- 1961 Une chronique ancienne de bSam-yas : sBa-bzed, édition du texte tibétaine et résumé française. Paris: Bibliothèque de l'Institut des Hautes Études chinoises, Textes et Documents.
- 1961 « Le théâtre au Tibet. » Les théâtres d'Asie. Paris: CNRS : 245-254
- 1962, La civilisation tibétaine, 1re édit. Paris : Dunod (Coll. Sigma), 1962, xiv + 269 p. ; 2e édit. revue et augmentée, Paris : L’Asiathèque, 1981, 307 p. ; 3e édit., Paris : L’Asiathèque, 1987, ix + 307 p
- 1962 « Une source ancienne pour l'histoire de l’épopée tibétaine, le Rlans Po-ti bse-ru » Journal Asiatique 250: 77-106.
- 1963 « Remarques sur les mouvements du taoïsme politico-religieux au Ier siècle après Jésus-Christ. » T'oung Pao 50.1-3: 1-78.
- 1963 « Deux notules d'histoire ancienne du Tibet. » Journal Asiatique 251: 327-333
- 1964 « Une saint poète tibétain. » Mercure de France, juillet-aout 1964 : 485-501
- 1966 « Nouveaux documents tibétains sur les Mi-nag / Si-hia », Mélanges de sinologie offerts a Monsieur Paul Demieville. Paris: Bibliothèque de l'Institut des Hautes Études chinoises, XX, vol. 1: 281-289
- 1966 Leçon inaugurale, Collège de France, Chaire d'étude du monde chinois: Institutions et concepts. Paris: Collège de France.
- 1968 « Religions comparées de L'Extrême-Orient et de la Haute-Asie », Problèmes et méthodes d'histoire des religions. École pratique des Hautes Études, Ve section — Sciences Religieuses. Paris: Presses universitaires de France: 47-51
- 1969 « Un exemple de relations entre taoïsme et religion populaire. » Fukui hakase shôju kinen Tôyô bunka ronshû. Tôkyô : 79-90
- 1969 « Les conteurs au Tibet. » France-Asie 197: 135-146.
- 1970 « Un document ancien relatif aux rites funéraires des Bon-po tibétains. » Journal Asiatique CCLVIII: 155-185
- 1970 « La légende du foyer dans le monde chinois. » Échanges et communications: Mélanges offerts a Claude Levi-Strauss, réunis par Jean PouUon et Pierre Miranda. The Hague: Mouton. 1280-1305
- 1971 « Illumination subite ou saisie simultanée, note sur la terminologie chinoise et tibétaine. » Revue de l'histoire des religions CLXXIX: 3-30.
- 1971 « La langue zan-zun du Bon organisé », Bulletin de l'École française d'Extrême-Orient LVIII: 231-254
- 1971 « Du récit au rituel dans les manuscrits tibétains de Touen-houang. » Études tibétaines dédiées à la mémoire de M. Lalou. éd. Ariane Macdonald, Paris, A. Maisoneuve : 479-547
- 1972 Vie et chants de 'Brug-pa Kun-legs, le yogin, traduit du tibétain et annoté. (Collection UNESCO d'œuvres représentatives). Paris: G.-P. Maisoneuve et Larose
- 1973 « Le texte tibétain de Brug-pa Kun-legs », Zentralasiatische Studien 7:9-219
- 1973 « Un ensemble sémantique tibétain: créer et procréer, être et devenir, vivre, nourrir et guérir », Bulletin of the School of Oriental and African Studies XXXVI : 412-423
- 1974 « Vocabulaire tibétain de la biographie de 'Brug-pa Kun-legs », Zentralasiatische Studien 8 : 129-178
- 1976 « Preface. » Choix de documents tibétains conserves a la Bibliothèque nationale complété par quelques manuscrits de l'India Office et du British Museum. Ariane Macdonald et Yoshiro Imaeda. Paris: Bibliothèque nationale, tome 1: 5-8
- 1977 « La gueule du makara : un trait inexpliqué de certains objets rituels. » Essais sur l'art du Tibet. éd. par Ariane Macdonald et Yoshirô Imaeda. Paris: A. Maisonneuve: 53-62
- 1978 « À propos des documents anciens relatifs au phur-bu (kïla). » Proceedings of the Csoma de Kôrôs Memorial Symposium. éd. L. Ligeti. Budapest: 427-444
- 1979 « Religious Taoism and Popular Religion from the Second to Seventh Centuries », Facets of Taoism: Essays in Chinese Religions. ed. H. Welch and A. Seidel, Yale University Press: 53-81
- 1979 « Introduction to the Gesar Epic », The Epic of Gesar. 25 vol., Thimpu: Bhutan, vol.1: 1-20.
- 1980 « Une mention du manichéisme dans le choix du bouddhisme comme religion d'État par le roi Khri-sron lde-bstan », Indianisme et Bouddhisme, Mélanges offerts a Mgr Étienne Lamotte. Louvain-La-Neuve: Publications de l'Institut Orientaliste de Louvain, 23: 329-338
- 1981 « Bouddhisme et mythologie. Le problème », Dictionnaire des mythologies et des religions des sociétés traditionnelles et du monde antique (sous la direction de Yves Bonnefoy), Paris, Flammarion, vol. 1 : 127-129
- 1981 « Porte (gardien de la) : un exemple de mythologie bouddhiste, de l'Inde au Japon », Dictionnaire des mythologies et des religions des sociétés traditionnelles et du monde antique. (sous la direction de Yves Bonnefoy), Paris, Flammarion, vol. 2 : 280-294.
- 1981 « Saint et Divin, un titre tibétain et chinois des rois tibétains. » Numéro spécial — Actes du Colloque international (Paris, 2-4 octobre 1979) : Manuscrits et inscriptions de Haute-Asie du Ve au Xe siècle. Journal Asiatique, CCLIX, 1 et 2 : 231-275.
- 1983 « Tibetica Antiqua I: Les deux vocabulaires des traductions indo-tibétaines et sino-tibétaines dans les manuscrits Touen-Houang », Bulletin de l'École Française d'Extrême Orient LXXII: 149-236.
- 1983 « Notes sur l'esthétique d'un lettre chinois pauvre du XVIIe siècle », Revue d'esthétique, nouvelle série n° 5, Autour de le Chine: 35-43.
- 1984: « Allocution », Les peintures murales et les manuscrits de Dunhuang (Colloque franco-chinois organisé à la Fondation Singer-Polignac à Paris, les 21, 22 et 23 février 1983) ed. M. Soymie, Paris, Éditions de la Fondation Singer-Polignac : 17-20.
- 1984 « Quelques découvertes récentes dans les manuscrits tibétains. » Les peintures murales et les manuscrits de Dunhuang, Paris, Éditions de la Fondation Singer-Polignac : 21-24.
- 1984 « Tibetica Antiqua II: L'usage de métaphores pour des distinctions honorifiques à l'époque des rois tibétains », Bulletin de l'École Française d'Extrême Orient LXXIII: 257-272.
- 1985 « Tibetica Antiqua III : À propos du mot gcug-lag et de la religion indigène. » Bulletin de l'École Française d'Extrême Orient, LXXIV: 83-133
- 1985 « Souvenir de Granet », Études chinoises IV. 2 : 29-40
- 1986 « Tibetica Antiqua IV : La tradition relative au début du bouddhisme au Tibet. » Bulletin de l'École Française d'Extrême Orient LXXV: 169-196.
- 1986 « Avalokitesvara / Kouan-yin, un exemple de transformation d'un dieu en déesse. » Cahiers d'Extrême-Asie II: 17-80.
- 1987 Le monde en petit : jardins en miniature et habitations dans la pensée religieuse d'Extrême-Orient. Paris, Flammarion.
- 1987 « Un genre particulier d'exposés du tantrisme ancien tibétain et khotanais. » Journal Asiatique CCLXXV. 3-4 : 265-282.
- 1988: « Tibetica Antiqua V : La religion ingene et les bon-po dans le manuscrits de Touen-houang », Bulletin de l'École Française d'Extrême Orient, LXXVII: 27-56
- 1988 « La mythologie hindouiste au Tibet », Orientalia Iosephi Tucci memoriae dicata. Rome: Istituto italiano per il Medio ed Estremo Oriente : 1407-1426
- 1988 « Grottes-matrices et lieux saints de la deesse en Asie Orientale », Paris Bulletin de l'École Française d'Extrême Orient, vol. CLI, 106 p
- 1988 « Les serments des traités sino-tibétains (VIIIe – IXe siècles), T'oung Pao LXXXIV : 119-138
- 1990. « L’Épopée de Gesar dans sa Version Écrite de l’Amdo » in Skorupski, T. (ed.) 1990. « Indo Tibetan Studies: Papers in Honour and Appreciation of David L. Snellgrove’s contribution to Indo-Tibetan Studies » Buddha Brittanica, Institute of Buddhist Studies. Series II. Tring. 293-304.
- 1990 The World in Miniature: Container gardens and Dwellings in Far Eastern religious Thought. trans. Phyllis Brooks. Stanford University Press. (translation of Stein 1987)